# Cleomene (cinico)
Cleomene (in greco antico: Κλεομένης?, Kleomènes; fl. circa 300 a.C.) è stato un filosofo greco antico della scuola cinica.
Fu allievo di Cratete di Tebe e si dice che fu insegnante di Timarco di Alessandria e di Echecle di Efeso, l'ultimo dei quali sarà maestro di Menedemo.
Scrisse un'opera sui Pedagoghi (Παιδαγωγικός) della quale Diogene Laerzio ha conservato un aneddoto riguardante Diogene di Sinope.